# Nikoła Kowaczew
Nikoła Dimitrow Kowaczew (bułg. Никола Димитров Ковачев, ur. 4 czerwca 1934 w Gornej Dżumaji, zm. 26 listopada 2009 w Sofii) – bułgarski piłkarz występujący na pozycji obrońcy, reprezentant Bułgarii w latach 1956–1963, brązowy medalista Igrzysk Olimpijskich 1956, trener piłkarski.

## Kariera klubowa
Karierę piłkarską rozpoczął w klubie Pirin Błagojewgrad. Grał w nim w latach 1950–1954. Następnie przeszedł do DNA Płowdiw, w którym występował do 1956 roku. Na początku 1957 roku odszedł do CDNA Sofia i grał w niej do końca swojej kariery, czyli do 1966 roku. Jako gracz CDNA 7 razy wywalczył mistrzostwo Bułgarii w sezonach 1957, 1958, 1958/59, 1959/60, 1960/61, 1961/62 i 1965/66. W 1961 i 1965 roku zdobył z tym klubem Puchar Armii Sowieckiej.

## Kariera reprezentacyjna
26 sierpnia 1956 zadebiutował w reprezentacji Bułgarii w wygranym 2:1 towarzyskim spotkaniu z Polską. W 1956 roku zdobył z Bułgarią brązowy medal na igrzyskach olimpijskich w Melbourne, a w 1960 roku wystąpił na igrzyskach w Rzymie. W 1962 roku został powołany na mistrzostwa świata 1962 w Chile. Zagrał na nich w trzech meczach fazy grupowej: z Argentyną (0:1), Węgrami (1:6) oraz Anglią (0:0). Od 1956 do 1963 roku rozegrał w kadrze narodowej 46 meczów i strzelił 2 bramki.

## Kariera trenerska
W trakcie kariery trenerskiej prowadził takie zespoły jak: CSKA Sofia, Pirin Błagojewgrad, Hebyr Pazardżik, Łudogorec Razgrad, Enosis Neon Paralimni i Czerno More Warna. W 1974 roku zdobył z CSKA Puchar Bułgarii. W latach 1978 i 1979 wywalczył z tym klubem wicemistrzostwo kraju.

## Sukcesy

### Jako zawodnik
Bułgaria
- brązowy medal igrzysk olimpijskich: 1956

CDNA Sofia
- mistrzostwo Bułgarii: 1957, 1958, 1958/59, 1959/60, 1960/61, 1961/62, 1965/66
- Puchar Bułgarii: 1961, 1965

### Jako trener
CSKA Sofia
- Puchar Bułgarii: 1974

## Odznaczenia
- Zasłużony Mistrz Sportu: 1962